# Route européenne 97
Pour les articles homonymes, voir Route 97.
La route européenne 97 (E97) est une route reliant Kherson, en Ukraine à Aşkale, en Turquie.
L'ancien itinéraire (Rostov-sur-le-Don - Krasnodar - Novorossiisk - Sotchi) a été supprimé au profit de celui-ci, l'ancienne partie avant Novorossiisk étant reprise pour l'E115.